# Besleria
Besleria je rod gesnerijevki smješten u podtribus Besleriinae, dio tribusa Beslerieae, potporodica Gesnerioideae. Pripada mu 168 vrsta rasprostranjenih od južnog Meksika, preko Srednje Amerike do tropske Južne Amerike.

## Opis
Besleria je veliki rod od oko 160 poznatih vrsta koje se rijetko uzgajaju zbog velike veličine, malih cvjetova i strogih kulturnih zahtjeva. Članovi roda nalaze se diljem tropske i suptropske Srednje Amerike, Južne Amerike i Kariba. Čalnovi su velike kopnene biljke, grmovi i mala stabla koja rastu u podzemlju prašume. Uglavnom ih oprašuju kolibrići i zahtijevaju stalnu vlagu i visoku vlažnost zraka. Plod je bobica. Mnoge su vrste slabo poznate, a rodu je prijeko potrebna revizija. Besleria je blisko povezana s Gasteranthusom.

## Vrste
1. Besleria affinis C. V. Morton
2. Besleria aggregata (Mart.) Hanst.
3. Besleria amabilis C. V. Morton
4. Besleria angusta C. V. Morton
5. Besleria angustiflora Fritsch
6. Besleria arborescens C. V. Morton
7. Besleria arbusta L. E. Skog
8. Besleria ardens Decne. ex Linden
9. Besleria aristeguitae (C. V. Morton) Wiehler
10. Besleria attenuata C. V. Morton
11. Besleria aurea I. G. Costa & G. E. Ferreira
12. Besleria azulensis R. Rojas
13. Besleria barbata (Poepp.) Hanst.
14. Besleria barbensis Hanst.
15. Besleria barclayi L. E. Skog
16. Besleria beltranii I. Salinas
17. Besleria boliviana C. V. Morton
18. Besleria brevicalyx G. E. Ferreira & Chautems
19. Besleria brevisepala O. L. Cortés
20. Besleria calantha C. V. Morton
21. Besleria calycina L. E. Skog
22. Besleria campanulata Linden
23. Besleria capitata Poepp. & Endl.
24. Besleria cinnabarina Fritsch
25. Besleria citrina Fritsch
26. Besleria clivorum C. V. Morton
27. Besleria cognata C. V. Morton
28. Besleria columneoides Hanst.
29. Besleria comosa C. V. Morton
30. Besleria compta C. V. Morton
31. Besleria concinna C. V. Morton
32. Besleria concolor Fritsch
33. Besleria conformis C. V. Morton
34. Besleria connata C. V. Morton
35. Besleria conspecta C. V. Morton
36. Besleria crassa C. V. Morton
37. Besleria cyrtanthemum Hanst.
38. Besleria decipiens C. V. Morton
39. Besleria deflexa (Oerst.) Hanst.
40. Besleria delvillari Cuatrec.
41. Besleria diabolica G. E. Ferreira & Chautems
42. Besleria discreta G. E. Ferreira
43. Besleria disgrega C. V. Morton
44. Besleria divaricata Poepp. & Endl.
45. Besleria duarteana Hoehne
46. Besleria elegans Kunth
47. Besleria elongata Urb.
48. Besleria emendata C. V. Morton
49. Besleria eriocalyx C. V. Morton
50. Besleria fallax C. E. González, L. E. Skog & M. Amaya
51. Besleria fasciculata Wawra
52. Besleria fecunda C. V. Morton
53. Besleria ferreyrae C. V. Morton
54. Besleria filipes Urb.
55. Besleria flava C. V. Morton
56. Besleria flavovirens Mart.
57. Besleria floribunda Fritsch
58. Besleria florida C. V. Morton
59. Besleria fluminensis Brade
60. Besleria formicaria Nowicke
61. Besleria furva C. V. Morton
62. Besleria gibbosa (Poepp.) Hanst.
63. Besleria glabra (Oerst.) Hanst.
64. Besleria gracilenta C. V. Morton
65. Besleria grandifolia Schott
66. Besleria heterosepala Fritsch
67. Besleria hirsuta (Oerst.) Hanst.
68. Besleria hutchisonii C. V. Morton
69. Besleria iara G. E. Ferreira & M. J. G. Hopkins
70. Besleria illustris C. V. Morton
71. Besleria imberbis C. V. Morton
72. Besleria immitis C. V. Morton
73. Besleria impressa C. V. Morton
74. Besleria inaequalis C. V. Morton
75. Besleria insolita C. V. Morton
76. Besleria kalbreyeri Fritsch
77. Besleria labiosa Hanst.
78. Besleria laeta C. V. Morton
79. Besleria lanceolata Urb.
80. Besleria lasiantha C. V. Morton
81. Besleria laxiflora Benth.
82. Besleria lehmannii Fritsch
83. Besleria leucocarpa C. V. Morton
84. Besleria leucostoma (Hook.) Hanst.
85. Besleria longimucronata Hoehne
86. Besleria longipedunculata Britton ex Rusby
87. Besleria longipes Urb.
88. Besleria lucida Poepp. & Endl.
89. Besleria lutea L.; tipična
90. Besleria macahensis Brade
91. Besleria macrocalyx C. V. Morton
92. Besleria macropoda Donn. Sm.
93. Besleria melancholica (Vell.) C. V. Morton
94. Besleria membranacea C. V. Morton
95. Besleria meridionalis C. V. Morton
96. Besleria microphylla Fritsch
97. Besleria miniata C. V. Morton
98. Besleria mirifica C. V. Morton
99. Besleria modica C. V. Morton
100. Besleria montana Britton
101. Besleria moorei C. V. Morton
102. Besleria mortoniana Steyerm.
103. Besleria mucronata Hanst.
104. Besleria naquenensis Arellano-Peña & Aymard
105. Besleria neblinae Feuillet
106. Besleria nemorosa C. V. Morton
107. Besleria nitens Fritsch
108. Besleria notabilis C. V. Morton
109. Besleria nubigena C. V. Morton
110. Besleria obtusa C. V. Morton
111. Besleria ornata C. V. Morton
112. Besleria ovalifolia Britton
113. Besleria ovoidea C. V. Morton
114. Besleria oxyphylla C. V. Morton
115. Besleria pallidiflora Fritsch
116. Besleria parviflora L. E. Skog & Steyerm.
117. Besleria patrisii DC.
118. Besleria pauciflora Rusby
119. Besleria pendula Hanst.
120. Besleria penduliflora Fritsch
121. Besleria pennellii C. V. Morton
122. Besleria peruviana Fritsch
123. Besleria petiolaris (Griseb.) Urb.
124. Besleria physaloides O. L. Cortés
125. Besleria placita C. V. Morton
126. Besleria princeps Hanst.
127. Besleria quadrangulata L. E. Skog
128. Besleria racemosa C. V. Morton
129. Besleria rara L. E. Skog
130. Besleria reticulata Fritsch
131. Besleria rhytidophyllum Hanst.
132. Besleria riparia C. V. Morton
133. Besleria robusta Donn. Sm.
134. Besleria rosea (C. V. Morton) Wiehler
135. Besleria rotundifolia Rusby
136. Besleria salicifolia Fritsch
137. Besleria santaclarensis Clavijo & Sánchez-Taborda
138. Besleria saxicola C. V. Morton
139. Besleria seitzii Krug & Urb.
140. Besleria selloana Klotzsch & Hanst.
141. Besleria sieberiana Urb.
142. Besleria silverstoneana O. L. Cortés
143. Besleria solanoides Kunth
144. Besleria spinulosa C. V. Morton
145. Besleria spissa C. V. Morton
146. Besleria sprucei Britton ex Rusby
147. Besleria standleyi C. V. Morton
148. Besleria steyermarkiorum Wiehler ex L. E. Skog
149. Besleria stricta L. E. Skog
150. Besleria strigillosa Urb.
151. Besleria subcarnosa Fritsch
152. Besleria symphytum Klotzsch & Hanst. ex Hanst.
153. Besleria tambensis C. V. Morton
154. Besleria tetrangularis Ruiz ex Hanst.
155. Besleria trichiata C. V. Morton
156. Besleria trichostegia Donn. Sm.
157. Besleria triflora (Oerst.) Hanst.
158. Besleria tuberculata C. V. Morton
159. Besleria umbrosa Mart.
160. Besleria vanderwerffii R. Rojas
161. Besleria vargasii C. V. Morton
162. Besleria variabilis C. V. Morton
163. Besleria ventricosa C. V. Morton
164. Besleria vernoniana Kottaim.
165. Besleria vestita Fritsch
166. Besleria villosa Fritsch
167. Besleria yaracuyensis Hoehne
168. Besleria yatuana Feuillet